# لامار راسيل
لامار راسيل (بالإنجليزية: Lamar Russ)‏ (15 يناير 1987 بتالاهاسي في الولايات المتحدة - ) هو ملاكم أمريكي، صنّف ضمن فئة الوزن المتوسط.

## إحصائيات
خاض خلال مسيرته 20 نزالا، فاز في 17 ولم يتعادل وخسر في 2. فاز بالضربة القاضية في 8 نزالات.

## روابط خارجية
- لامار راسيل على موقع بوكس ريك (الإنجليزية) (registration required)